# Volcán Pomerape
Pomerape es un estratovolcán ubicado en la frontera de Bolivia y Chile, en el Departamento de Oruro y en la Región de Arica y Parinacota, respectivamente, sobre la cordillera de los Andes. Con una altitud aproximada de 6.248 metros, forma parte junto con el volcán Parinacota de los nevados de Payachatas. El nombre "Payachata" proviene del aimara y significa "pareados" o "gemelos", aludiendo a la apariencia similar de ambos volcanes.  Estos volcanes están asociados con diversos mitos y leyendas locales de la cosmovisión andina, como el concepto de chacha-warmi, ue simboliza el matrimonio y representa la dualidad masculina y femenina en la tradición local.
El volcán Pomerape se encuentra al este del pueblo de Caquena, una localidad cercana cuya identidad está estrechamente vinculada con el volcán. El origen del nombre Pomerape aún no se ha determinado con certeza, según el lingüista Manuel Mamani.
El Pomerape alberga glaciares que descienden hasta altitudes de entre 5.300 y 5.800 metros sobre el nivel del mar, con cotas más bajas en su ladera norte. Se trata de un complejo volcánico compuesto por domos de lava, acompañado de flujos de lava que cubren estos domos. La actividad volcánica más reciente ocurrió hace aproximadamente 200.000 años. Los domos de lava, formados en una primera fase, fueron luego cubiertos por el cono volcánico actual, compuesto principalmente de andesita con hornblenda, a diferencia de los domos anteriores que eran riolíticos-dacíticos. Durante el mismo periodo, se formaron las andesitas de Chungará y el complejo de domos de lava del Parinacota. El Pomerape también está asociado a un conducto adventicio que ha emitido magmas máficos, mientras que el cono principal tuvo su última erupción hace unos 106.000 ± 7.000 años, El conducto adventicio ha sido datado en 205.000 ± 24.000 años.
En cuanto a su ascensión, la ruta por la arista este está clasificada con un grado de dificultad PD (poco difícil). Otras rutas, más exigentes, se encuentran en la cara sur y pueden incluir pendientes de nieve o escombros con inclinaciones superiores a los 50 grados. Para estas rutas, es posible establecer un campamento a 5.300 metros sobre el nivel del mar, en el collado que separa el Parinacota del Pomerape. Dependiendo de la temporada, uno de los principales obstáculos para la ascensión son los penitentes, formaciones de hielo en forma de agujas que pueden hacer la subida extremadamente difícil o incluso imposible.

## [10]Referencias
1. 1 2 3  Mamani Mamani, Manuel (2010). Estudio de la toponimia: Región de Arica y Parinacota y Región de Tarapacá: origen y significado de nombres de lugares del Norte chileno. Arica: Universidad de Tarapacá. p. 232.
2. ↑  Schull, William J.; Rothhammer, Francisco (1990). The Aymara: Strategies in Human Adaptation to a Rigorous Environment. Studies in Human Biology. Springer. pp. 1-18. ISBN 978-94-010-7463-6.
3. ↑  Carrasco, Jorge F.; Osorio, Roberto; Casassa, Gino (2008). «Secular trend of the equilibrium-line altitude on the western side of the southern Andes, derived from radiosonde and surface observations». Journal of Glaciology (en inglés) 54 (186): 538-550. ISSN 0022-1430. doi:10.3189/002214308785837002. Consultado el 14 de abril de 2025.
4. 1 2  Gonzalez-Ferran, Oscar (1995). Volcanes de Chile (1. ed edición). Instituto Geografico Militar. p. 113. ISBN 978-956-202-054-1.
5. ↑  Reutter, Klaus-Joachim; Scheuber, Ekkehard; Wigger, Peter (1994). Tectonics of the Southern Central Andes: Structure and Evolution of an Active Continental Margin. Springer Berlin Heidelberg. p. 81. ISBN 978-3-642-77355-6.
6. ↑  Wörner, G.; Harmon, R. S.; Davidson, J.; Moorbath, S.; Turner, D. L.; McMillan, N.; Nyes, C.; Lopez-Escobar, L. et al. (1988-09). «The Nevados de Payachata volcanic region (18°S/69°W, N. Chile)». Bulletin of Volcanology 50 (5): 287-303. ISSN 0258-8900. doi:10.1007/bf01073587. Consultado el 14 de abril de 2025.
7. ↑  Hora, J. M.; Singer, B. S.; Worner, G. (1 de marzo de 2007). «Volcano evolution and eruptive flux on the thick crust of the Andean Central Volcanic Zone: 40Ar/39Ar constraints from Volcan Parinacota, Chile». Geological Society of America Bulletin (en inglés) 119 (3-4): 343-362. ISSN 0016-7606. doi:10.1130/B25954.1. Consultado el 14 de abril de 2025.
8. ↑  Wörner, Gerhard; Hammerschmidt, Konrad; Henjes-Kunst, Friedhelm; Lezaun, Judith; Wilke, Hans (2000-12). «Geochronology (40Ar/39Ar, K-Ar and He-exposure ages) of Cenozoic magmatic rocks from Northern Chile (18-22°S): implications for magmatism and tectonic evolution of the central Andes». Revista geológica de Chile 27 (2): 205-240. ISSN 0716-0208. doi:10.4067/S0716-02082000000200004. Consultado el 14 de abril de 2025.
9. ↑  Biggar, John (2020). The Andes - A Guide for Climbers and Skiers. Escocia: Andes. p. 192. ISBN 095360876X.
10. ↑  «Ascensión a los Volcanes Parinacota y Pomerape». Centro Cultural Argentino de Montaña. Consultado el 30 de agosto de 2022.